# Le Département (série télévisée)
 (juin 2023).
Si vous disposez d'ouvrages ou d'articles de référence ou si vous connaissez des sites web de qualité traitant du thème abordé ici, merci de compléter l'article en donnant les références utiles à sa vérifiabilité et en les liant à la section « Notes et références ».
Pour les articles homonymes, voir Département (homonymie).

Le Département est une série télévisée française créée par Matthias Girbig, Benjamin Busnel et Benoit Blanc, diffusée sur Canal+ depuis le 11 septembre 2016.
Le programme court vient à la base d'une websérie diffusée entre mars et mai 2016 sur la chaîne YouTube INERNET.

## Synopsis
Sauf indication contraire, les informations mentionnées dans cette section peuvent être confirmées par les bases de données cinématographiques IMDb et Allociné,  présentes dans la section « Liens externes ».
Camille Boulin est la nouvelle stagiaire du « Département », un mystérieux service d’une grande entreprise. Au Département, règles et méthodes relèvent du domaine de l'absurde, et elles redéfinissent de fond en comble le concept de « normalité », sans que cela ne choque personne, excepté Camille. Elle tente désespérément de raccorder les wagons face à ses deux improbables référents, Marco et Hugues.

## Fiche technique
- Titre : Le Département
- Réalisation : Benjamin Busnel
- Auteurs : Matthias Girbig, Benoit Blanc, Benjamin Busnel
- Société de production : Studio Bagel Production
- Société de distribution : Canal+
- Pays d'origine :  France
- Langue : français
- Durée : environ 3 minutes (saison 1), environ 8 minutes (saison 2)

## Distribution
- Cannelle Carré-Cassaigne : Camille Boulin (Guylain / Gudrun Prurt)
- Matthias Girbig : Hugues Bertrand
- Benoit Blanc : Marc-Olivier Martin
- Benjamin Busnel : Michel
- Vincent Tirel : Michel
- Sophie Garric : Julie Planchâis, chef d'équipe
- Kemar : Karim
- Michel Bompoil : Thierry Henry, Président du Groupe
- Johann Dionnet : Djamel, agent de sécurité
- Taïdir Ouazine : Pascale Lino-Ventura, Directrice du Département
- Julie Ferrier : Mme De Mestraeker
- Sébastien Blanc et Julien Girbig : Olivier et Bertrand, Service
- Bastien Ughetto : Elliott, stagiaire du Service
- Joanna Demarigny : Madeleine Chichi, Chef d'équipe
- Julien Schmidt : Youssef
- Guillaume de Tonquédec : Guillaume, Directeur du Département
- Gigi Ledron : Standardiste
- Nicolas Martinez : Arbitre des Joutes

## Épisodes

### Saison 1
| Numéro | Titre                    | Date de diffusion sur Canal + |
| ------ | ------------------------ | ----------------------------- |
| #01    | Se présenter             | 11 septembre 2016             |
| #02    | Faire des cafés          | 18 septembre 2016             |
| #03    | Aider un collègue        | 25 septembre 2016             |
| #04    | Créer sa boîte mail      | 2 octobre 2016                |
| #05    | Faire signer un papier   | 9 octobre 2016                |
| #06    | Savoir s'habiller        | 16 octobre 2016               |
| #07    | Se faire contrôler       | 23 octobre 2016               |
| #08    | Boucler un dossier       | 30 octobre 2016               |
| #09    | Prendre des notes        | 6 novembre 2016               |
| #10    | Faire des réunions       | 13 novembre 2016              |
| #11    | Partager un bon moment   | 20 novembre 2016              |
| #12    | Avoir l'esprit d'équipe  | 27 novembre 2016              |
| #13    | Perdre une collègue      | 4 décembre 2016               |
| #14    | Se faire entendre        | 11 décembre 2016              |
| #15    | Toucher sa prime de Noël | 18 décembre 2016              |

### Saison 2
| Numéro | Titre     | Date de diffusion sur Canal+ |
| ------ | --------- | ---------------------------- |
| #01    | La fin    | 6 mai 2017                   |
| #02    | La chef   | 13 mai 2017                  |
| #03    | Le piège  | 20 mai 2017                  |
| #04    | La joute  | 27 mai 2017                  |
| #05    | La lutte  | 3 juin 2017                  |
| #06    | L'Urgence | 10 juin 2017                 |
| #07    | La Nuit   | 17 juin 2017                 |
| #08    | Le Début  | 24 juin 2017                 |